# Салменкюля, Юхани
Юхани Салменкюля (фин. Juhani Salmenkylä; 8 марта 1932, Хельсинки, Финляндия — 4 мая 2022) — финский спортсмен-ориентировщик 1960-x годов, призёр чемпионатов мира по спортивному ориентированию в эстафете, в начале 1970-х — президент финской ассоциации баскетбола.

## Биография
Отец — Anton Husgafvel (в 1936 году сменил шведскую фамилию на финскую — Салменкюля) (1900—1980) занимался легкой атлетикой, спринтер. Представлял Финляндию на Олимпийских играх в Париже в 1924 году. Позднее был одним из лучших ориентировщиков страны по ветеранским группам.
С братом Матти и матерью часто бывал в лесу, собирая грибы и ягоды во время войны, поэтому когда в 1945 году начал заниматься ориентированием, то не чувствовал себя новичком. В то время приходилось пользоваться грубыми картами, некоторые из которых были сделаны ещё в Царской России до 1917 года. 1950 году впервые принял участие в командных соревнованиях Юкола. Годом ранее ему было отказано — «Слишком молодой».
Брат Матти (1930—2006) — журналист, занимался ориентированием. Автор книги об истории эстафеты Юкола: «Jukolan Viestin Tarina: 1948—1988». Однажды на чемпионате Финляндии Юхани, его брат Матти и отец, все трое заняли первые места в своих возрастных группах.
Жена Пиркко (Pirkko) по профессии архитектор, занималась ориентированием и баскетболом. Была членом национальных команд, много раз становилась чемпионкой Финляндии. Её брат и отец тоже ориентировщики.
Дети (три дочери и сын): Хилькка (Hilkka) — адвокат, Леэна (р. 1958), Вели Матти (Veli Matti) и Тууликки (р. 12.02.1963; Tuulikki) профессионально занимаются баскетболом и спортивным ориентированием. Все в разное время становились чемпионами Финляндии. Леэна (Leena Salmenkylä) чемпионка мира 1979 года в эстафете. Туулики победительница первенства среди ветеранов в 2000 году в Новой Зеландии.
Вместе с дочерью Хильккой владел адвокатским бюро.

## Баскетбол
В 1950-х годах несколько раз становился чемпионом Финляндии по баскетболу в составе команды Pantterit (Пантеры).
С 1969 по 1972 — президент финской ассоциации баскетбола (Suomen Koripalloliitto), член правления, судья.
Помогал финской национальной команде пробиться на Олимпиаду на Европейском квалификационном отборочном турнире 1964 года в Женеве, что ему и удалось. Был судьёй на баскетбольном турнире на Олимпиаде в Токио в 1964 году.

## Спортивное ориентирование

### Выступление за сборную
Юхани Салменкюля в составе сборной Финляндии принимал участие во II чемпионате Европы по спортивному ориентированию в Швейцарии. На индивидуальной дистанции Юхани Салменкюля показал 17 результат, а в составе эстафетной команды (Юхани Салменкюля, Рольф Коскинен, Аймо Тепселль и Эркки Кохвакка) выиграл золотую медаль, оставив позади команды Норвегии и Швеции.
На третьем конгрессе ИОФ, который состоялся в Болгарии в 1965 году, было принято решение вместо чемпионата Европы проводить чемпионаты мира (проведение чемпионатов Европы было возобновлено только в 2000 году). Первый чемпионат мира был проведен в Финляндии. Юхани Салменкюля на индивидуальной дистанции показал 5 время, а в эстафете команда Финляндии в составе: Эркки Кохвакка, Рольф Коскинен, Юхани Салменкюля и Аймо Тепселль заняла второе место, уступив сборной Швеции. Через два года на втором чемпионате мира эстафетная команда также завоевала серебро. Юхани Салменкюла бежал третий этап четырёхэтапной эстафеты. Команда Финляндии лидировала всю эстафету, но на последних 300 метрах уступила Швеции. Тогда ещё не применялся метод рассеивания и все команды бежали по одному и тому же курсу. На индивидуальной гонке Салменкюла был 4-м.

### Клубная карьера
В 1954 году с командой Helsingin Suunnistajat выиграл эстафету Tiomila. Это был первый раз, когда иностранная команда выиграла шведскую эстафету. Следующий раз, когда победителями стала не шведская команда пришлось ждать почти 30 лет. Салменкюля бежал заключительный этап. Несмотря на неприятности, как то сломанный фонарь на одном из ночным этапов, его напарники по команде смогли обеспечить 25-минутный гандикап перед заключительным этапом.
В 1966 году на шведской «многодневке» O-Ringen по итогам 5 дней выступлений Юхани Салменкюля стал победителем. O-Ringen проводилась только второй раз и участвовало чуть больше 600 человек (во всех категориях). В настоящее время это одно из крупнейших соревнований в мире спортивного ориентирования, собирающая более 20 тысяч участников. Как вспоминает Салменкюла, ещё не было общепринятых обозначений в легендах и описания давались исключительно на шведском языке. Специально для финских гостей перед стартом делался перевод, но он был насколько грубым, что вместо «восток» могло быть написано «запад». В результате перевод легенд во все последующие дни для всей финской делегации (около 40 человек в 10 возрастных классах) делал сам Юхани Салменкюля.
Несколько раз становился победителем чемпионата Финляндии в эстафете и 7 раз в составе команды выигрывал эстафету Юкола. Неизменно участвовал в Юколе с 1950 года по 2007, пропустив только три года.
Около десяти лет был президентом клуба Helsingin Suunnistajat, а позже почётным членом.
Принимал активное участие в соревнованиях ветеранов, неоднократно участвовал в первенствах мира среди ветеранов.
Скончался 4 мая 2022 года.